# Ballyjamesduff
Ballyjamesduff (irl. Baile Shéamais Dhuibh) – miasto w Irlandii w hrabstwie Cavan położone przy drodze R194. Populacja w 2011 roku wynosiła 3134 mieszkańców. W miejscowości jest organizowany corocznie Pork Festival (tłum. Festiwal Wieprzowiny).

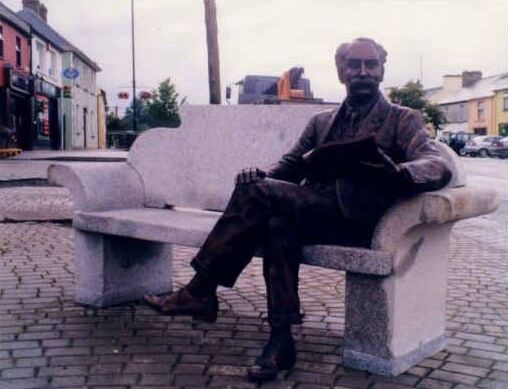
Pomnik Percy'ego Frencha w centrum miasta